# Aichi Television Broadcasting
Aichi Television Broadcasting Co., Ltd. (viết tắt: TVA, tiếng Nhật: テレビ愛知株式会社, đã Latinh hoá: Terebi Aichi Kabushiki Gaisha) là mạng truyền hình địa phương có trụ sở tại Nagoya, Nhật Bản. TV Aichi là thành viên liên kết với mạng truyền hình TXN (TX Network).

## Lịch sử
- 1/12/1982 - Thành lập công ty.[1] Ban đầu lấy tên là TV Nagoya, nhưng trước thời điểm đăng ký, tên công ty bị hủy bỏ vì giống với Nagoya Broadcasting Network.
- 25/8/1983 - Bắt đầu mở dịch vụ phát sóng.
- 1/9/1983 - Lần đầu tiên lên sóng truyền hình.
- 24/7/2011 - Kết thúc phát sóng analog.
- 1/9/2013 - Kỷ niệm 30 năm thành lập.[2]

## Các trạm

### Analog (đã kết thúc)
JOCI-TV
- Nagoya: Kênh 25
- Toyohashi: Kênh 52

### Kỹ thuật số
JOCI-DTV
- Nagoya: Kênh 23
- Toyohashi: Kênh 26

## Chương trình hiện tại lên sóng
- Tate no Yūsha no Nariagari (thứ Năm = 2:35 - 3:05)
- Million Authur mùa 2 (thứ Sáu = 2:35 - 3:05)
- Fruits Basket (thứ Bảy = 2:05 - 2:35)
- Bokutachi wa Benkyō ga Dekinai (thứ Tư = 02:05 - 02:35)
- Strike Witches: 501st Joint Fighter Wing Take Off! (thứ Sáu = 2:20 - 2:35)
- Sewayaki Kitsune no Senko-san (thứ Năm = 2:05 - 2:35)
- Isekai Quartet (thứ Sáu = 2:05 - 2:20)
- Văn hào lưu lạc mùa 3  (thứ Bảy = 3:05 - 3:35
- Mayonaka no Okaruto Kōmuin (thứ Ba = 2:35 - 3:05)
- Den'ei Shōjo ~ Video Girl Mai 2019 ~ (Video Girl Ai) (Chủ Nhật = 1:50 - 2:20)
- Goddotan (thứ Ba = 1:00 - 1:30)